# Eli Whitney Blake
Eli Whitney Blake, Sr. (Westborough, 27 de janeiro de 1795 — New Haven, 18 de agosto de 1886) foi um inventor estadunidense.
É conhecido pela invenção da fechadura e da máquina de pedra britada, sendo esta última responsável por lhe garantir um lugar no National Inventors Hall of Fame.

## Carreira
Blake logo abandonou o estudo da lei a pedido de seu tio, Eli Whitney, que desejava sua ajuda na construção e organização da fábrica de armas em Whitneyville. Aqui ele fez melhorias importantes na maquinaria e nos processos de fabricação de armas.
Com a morte de seu tio em 1825, Blake se associou a seu irmão Philos e continuou a administrar o negócio. Em 1836, juntou-se a eles outro irmão, John A., e, sob o nome firme de Blake Brothers, estabeleceu em Westville uma fábrica para a produção de fechaduras e travas de sua própria invenção. O negócio foi posteriormente ampliado para incluir rodízios, dobradiças e outros artigos de hardware, a maioria dos quais cobertos por patentes. Nesse ramo de manufatura, a Blake Brothers estava entre os pioneiros e por muito tempo ocupou a primeira linha.
Em 1852, Blake foi nomeado para supervisionar a macadamização das ruas da cidade, e sua atenção foi direcionada para a falta de uma máquina adequada para quebrar pedras. Esse problema ele resolveu em 1857, com a invenção do quebrador de pedras Blake, que, pela originalidade, simplicidade e eficácia, foi justamente considerado pelos especialistas como único. 
Blake foi um dos fundadores e, por vários anos, presidente da Connecticut Academy of Science. Ele contribuiu com artigos valiosos para o American Journal of Science e outros periódicos, o mais importante dos quais ele publicou em um único volume como Soluções Originais de Vários Problemas em Aerodinâmica (1882). 